# Coacoatzintla (municipalité)
La municipalité de Coacoatzintla est l'une des 212 municipalités de l'État de Veracruz, et est située dans la partie centrale de cet État. Située à l'ouest du golfe du Mexique, la municipalité est assise sur les contreforts de la Sierra Madre orientale, et se trouve à cheval entre deux bassins versants, celui du fleuve Río Actopan au sud, et celui du fleuve côtier Río Misantla au nord. Son chef-lieu est la ville éponyme de Coacoatzintla. Elle fait partie de la "Zona metropolitana de Xalapa", aire urbaine qui regroupe autour de la ville de Xalapa les municipalités faisant partie de sa sphère d'influence. Elle appartient également à la région administrative de Capital, qui est une des 10 subdivisions administratives de l'État de Veracruz, et qui comprend la capitale étatique, Xalapa.

## Géographie
La municipalité de Coacoatzintla s'étend du nord au sud entre les bassins versants du fleuve côtier Río Misantla au nord et du fleuve Río Actopan au sud, tandis qu'un troisième bassin versant se situe légèrement plus à l'ouest, celui du fleuve Río Nautla. Elle est assise sur la Sierra de Chiconquiaco, qui est un prolongement à l'est du massif de la Sierra Madre orientale, et son altitude oscille entre 1300 et 2600 mètres. Son chef-lieu, la ville éponyme de Coacoatzintla, se situe dans la partie sud de son territoire. Ce territoire couvre une superficie de 43,9 km2, et était peuplé en 2020 de 11 018 habitants, pour une densité de 250,9 km2.
Cette municipalité fait partie de la Zona metropolitana de Xalapa (es), qui est composée des municipalités de Banderilla, Coatepec, Coacoatzintla, Emiliano Zapata, Xalapa, Jilotepec, Rafael Lucio, Tlalnelhuayocan et Xico, regroupant une population totale de 789 157 habitants.
Elle est limitrophe au nord et à l'ouest de celle de Tlacolulan, au sud de celle de Jilotepec, et à l'est de celles de Naolinco et de Tonayán.

## Composition et démographie
La municipalité était composée en 2020 de 20 localités, dont une seule était considérée comme urbaine, les autres étant rurales.
| Localité                 | Population |
| ------------------------ | ---------- |
| Coacoatzintla            | 7977       |
| Los Planes (Cerro Gordo) | 616        |
| Paxtepec                 | 466        |
| Pueblo Viejo             | 325        |
| Tlachinola               | 265        |
| Reste des localités      | 1369       |
| Total population         | 11 018     |

En plus de l'espagnol, plusieurs langues amérindiennes sont parlées dans la municipalité, dont les principales sont par ordre d'importance : le totonaque, le nahuatl, le maya et le mazatèque.

## Économie

### Agriculture et élevage
La superficie des parcelles semées représentait en 2019 une surface totale de 753 hectares, parmi lesquels 680 hectares étaient voués à la culture du maïs, et 73 hectares étaient voués à celle de la pomme de terre.
En 2020, la production de viande par tonnes comprenait 160 tonnes de viande bovine, 127,7 tonnes de viande porcine, 22,8 tonnes de viande ovine, 3,8 tonnes de viande caprine, 26,6 tonnes de volailles, et 3,1 tonnes de dinde. La superficie vouée à l'élevage représentait alors 1249 hectares.